# Organització horitzontal
L'horitzontalitat és una pràctica difosa dins de diverses organitzacions específiques i grups d'afinitat anarquistes que implica desenvolupar o incentivar un poder de decisió més o menys igualitari entre els individus que conformen les dites organitzacions militants. L'horitzontalitat és opcional per a una organització d'este tipus, mentre que els principis i la proposta general continuen sent l'associació voluntària i la igualtat de llibertat.
Dins de l'organització cooperativista hi ha una política semblant entre els socis d'aquesta: una persona equival a un vot.

## Usos moderns
El terme horitzontalisme va aparèixer formalment com a consigna dins dels moviments radicals que van sorgir de la crisi Argentina del 2001, on es reivindicava la participació en igualtat dels ciutadans i la seua iniciativa en autonomia dels partits polítics i del govern. Els treballadors d'empreses recuperades també van reclamar una organització horitzontal en estes.
Durant el Fòrum Social Europeu de Londres en 2004, va sorgir amb el terme horitzontals, representants de la forma d'organització dels nous moviments socials, en contrast amb els verticals dels moviments socials tradicionals.
També s'usa el terme en tendències de pedagogia, on una de les bases de l'educació i de la formació d'individus lliures és el diàleg, que per la seua naturalesa és horitzontal. (veja: horitzontalitat educativa)

## Crítiques i contracrítiques
Hi ha algunes crítiques a este tipus d'organització.
- "Una organització no pot no tindre líders": El representatiu del lideratge autoritari ve a ser la marcada desigualtat de poder que porta la discriminació, per la qual cosa els partidaris de l'horitzontalitat afirmen que les persones poden posar millor exercici en allò que realitzen sense que hi haja pressions verticals pel mig. En canv, i el lideratge entès com a innovació i credibilitat és positiu, així com la pressió dels companys.
- "No es pot tirar endavant, ja que totes les persones farien el que voldrien": En este àmbit d'horitzontalitat, les persones no farien el que voldrien perquè el que farien ho farien per benefici propi però baix consentiment comú, resultant en un millor desenvolupament organitzacional en sentir-se cada un part activa d'allò a què dedica el seu temps i esforç.
- "La gent no s'organitzaria bé d'aquesta manera": En aquest àmbit, la gent s'organitzaria, ja que perquè una organització estigui ben estructurada no es necessiten comandaments molt marcats sinó un objectiu clar i comú, sent millor fer les coses amb voluntat i iniciativa pròpia.